# UEFA Intertoto Cup
Cúp UEFA Intertoto là một giải cúp cho các câu lạc bộ bóng đá ở châu Âu thành lập năm 1961 nhưng chỉ trở thành giải đấu chính thức của UEFA từ năm 1995. Đây là cúp nằm ở vị trí thứ 4 trên hệ thống cúp câu lạc bộ của UEFA và ở vị trí thứ 3 kể từ năm 2000. Giải đã giải thể năm 2009 do ít được chú ý và suất tham dự sẽ được đổi thành UEFA Europa League
Tuy là cúp hạng 3 (hay 4) nhưng các câu lạc bộ tham dự không nhất thiết phải nằm ngay sau các đội đã dự cúp châu Âu ở giải quốc nội. Ví dụ như đội A đứng hạng 5 và tham dự cúp châu Âu thì đội B đứng hạng 6 không nhất thiết tham dự nếu họ không muốn mà suất có thể dành cho đội ở vị trí rớt hạng nếu các đội khác cũng không muốn.
Giải sẽ được chia theo bảng và các đội sẽ thi đấu vòng tròn 1 lượt để chọn ra đội vô địch của bảng. Tùy theo năm mà các đội vô địch có thể đấu tiếp vòng trong hoặc không.

## Lịch sử
Giải được sáng lập bởi Eric Persson (chủ tịch CLB Malmö), phó chủ tịch FIFA Ernst B. Thommen và HLV tuyển Áo Karl Rappan. Giải được tổ chức bởi tờ Sport của Thụy Sĩ và lấy tên là inter (quốc ngoại) và toto (bảng). Giải được giao lại cho UEFA năm 1995. Từ đó các suất phân bổ theo bảng xếp hạng của UEFA

## Các đội vô địch

#### 2006–2008
Danh sách bao gồm 11 đội nhất bảng. Đội có thành tích tốt nhất được bôi đậm
| Năm  | Winners          | Winners         | Winners             | Winners   | Winners          | Winners    |
| ---- | ---------------- | --------------- | ------------------- | --------- | ---------------- | ---------- |
| 2008 | Braga            | Aston Villa     | Deportivo La Coruña | Stuttgart | Rosenborg        | Napoli     |
| 2008 | Braga            | Rennes          | Vaslui              | Elfsborg  | Grasshopper      | Sturm Graz |
| 2007 | Hamburger SV     | Atlético Madrid | AaB                 | Sampdoria | Blackburn Rovers | Lens       |
| 2007 | Hamburger SV     | Leiria          | Rapid Wien          | Hammarby  | Oţelul Galaţi    | Tobol      |
| 2006 | Newcastle United | Auxerre         | Grasshopper         | OB        | Marseille        | Hertha BSC |
| 2006 | Newcastle United | Kayserispor     | Ethnikos Achna      | Twente    | Ried             | Maribor    |

#### 1995–2005
Kết quả thể hiện 3 đội thắng trận chung kết (có 3 trận chung kết) và đội thua
| Năm  | Vô địch             | Á quân               | Tỉ số             |
| ---- | ------------------- | -------------------- | ----------------- |
| 2005 | Hamburg             | Valencia             | 1 – 0             |
| 2005 | Lens                | CFR Cluj             | 4 – 2             |
| 2005 | Marseille           | Deportivo La Coruña  | 5 – 3             |
| 2004 | Lille               | Leiria               | 2 – 0 (hiệp phụ)  |
| 2004 | Schalke 04          | Slovan Liberec       | 3 – 1             |
| 2004 | Villarreal          | Atlético Madrid      | 2 – 2 (3 – 1 pen) |
| 2003 | Schalke 04          | Pasching             | 2 – 0             |
| 2003 | Villarreal          | Heerenveen           | 2 – 1             |
| 2003 | Perugia             | Wolfsburg            | 3 – 0             |
| 2002 | Málaga              | Villarreal           | 2 – 1             |
| 2002 | Fulham              | Bologna              | 5 – 3             |
| 2002 | Stuttgart           | Lille                | 2 – 1             |
| 2001 | Aston Villa         | Basel                | 5 – 2             |
| 2001 | Paris Saint-Germain | Brescia              | 1 – 1 (a)         |
| 2001 | Troyes              | Newcastle United     | 4 – 4 (a)         |
| 2000 | Udinese             | Sigma Olomouc        | 6 – 4             |
| 2000 | Celta de Vigo       | Zenit St. Petersburg | 4 – 3             |
| 2000 | Stuttgart           | Auxerre              | 3 – 1             |
| 1999 | Montpellier         | Hamburg              | 2 – 2 (3 – 0 pen) |
| 1999 | Juventus            | Rennes               | 4 – 2             |
| 1999 | West Ham United     | Metz                 | 3 – 2             |
| 1998 | Valencia            | Austria Salzburg     | 4 – 1             |
| 1998 | Werder Bremen       | Vojvodina            | 2 – 1             |
| 1998 | Bologna             | Ruch Chorzów         | 3 – 0             |
| 1997 | Bastia              | Halmstad             | 2 – 1             |
| 1997 | Lyon                | Montpellier          | 4 – 2             |
| 1997 | Auxerre             | Duisburg             | 2 – 0             |
| 1996 | Karlsruhe           | Standard Liège       | 3 – 2             |
| 1996 | Guingamp            | Rotor Volgograd      | 2 – 2 (a)         |
| 1996 | Silkeborg           | Segesta              | 2 – 2 (a)         |
| 1995 | Strasbourg          | Tirol Innsbruck      | 7 – 2             |
| 1995 | Bordeaux            | Karlsruhe            | 4 – 2             |

#### 1967–94
Các đội nhất bảng được xem là đội vô địch. Đội được tô đậm là đội có thành tích tốt nhất.

##### Chia bảng ngẫu nhiên (1969, 1971-94)
| Năm  | Bảng 1             | Bảng 2            | Bảng 3                   | Bảng 4                 | Bảng 5                | Bảng 6                 | Bảng 7                   | Bảng 8              | Bảng 9          | Bảng 10                     | Bảng 11         | Bảng 12         |
| ---- | ------------------ | ----------------- | ------------------------ | ---------------------- | --------------------- | ---------------------- | ------------------------ | ------------------- | --------------- | --------------------------- | --------------- | --------------- |
| 1994 | Halmstads          | Young Boys        | AIK                      | Hamburg                | Békéscsaba            | Slovan Bratislava      | Grasshopper              | Austria Wien        | –               | –                           | –               | –               |
| 1993 | Rapid Wien         | Trelleborgs       | Norrköping               | Malmö                  | Slavia Prague         | Zürich                 | Young Boys               | Dynamo Dresden      | –               | –                           | –               | –               |
| 1992 | Copenhagen         | Siófok            | Bayer Uerdingen          | Karlsruher SC          | Rapid Wien            | Lyngby                 | Slovan Bratislava        | Aalborg             | Slavia Prague   | Lokomotiv Gorna Oryahovitsa | –               | –               |
| 1991 | Neuchâtel Xamax    | Lausanne-Sports   | Austria Salzburg         | Dukla Banská Bystrica  | Boldklubben 1903      | Grasshopper            | Bayer Uerdingen          | Dunajská Streda     | Tirol Innsbruck | Örebro                      | –               | –               |
| 1990 | Neuchâtel Xamax    | Tirol Innsbruck   | Lech Poznań              | Slovan Bratislava      | Malmö                 | GAIS                   | Luzern                   | First Vienna        | Chemnitz        | Bayer Uerdingen             | Odense          | –               |
| 1989 | Luzern             | Boldklubben 1903  | Tirol Innsbruck          | Grasshopper            | Tatabánya             | Næstved                | Örebro                   | Sparta Prague       | Baník Ostrava   | Örgryte                     | Kaiserslautern  | –               |
| 1988 | Malmö              | Gothenburg        | Baník Ostrava            | Austria Wien           | Young Boys            | Kaiserslautern         | Ikast FS                 | Carl Zeiss Jena     | Grasshopper     | Karlsruher SC               | Bayer Uerdingen | –               |
| 1987 | Carl Zeiss Jena    | Pogoń Szczecin    | Wismut Aue               | Tatabánya              | Malmö                 | AIK                    | Etar Veliko Tarnovo      | Brøndby             | –               | –                           | –               | –               |
| 1986 | Fortuna Düsseldorf | Union Berlin      | Malmö                    | Rot-Weiss Erfurt       | Sigma Olomouc         | Újpesti Dózsa          | Brøndby                  | Lyngby              | Lech Poznań     | Gothenburg                  | Slavia Prague   | Carl Zeiss Jena |
| 1985 | Werder Bremen      | Rot-Weiss Erfurt  | Gothenburg               | AIK                    | Wismut Aue            | Sparta Prague          | Górnik Zabrze            | Maccabi Haifa       | Baník Ostrava   | Újpesti Dózsa               | MTK Hungária    | –               |
| 1984 | Bohemians Prague   | AGF               | Fortuna Düsseldorf       | Standard Liège         | AIK                   | Malmö                  | Videoton                 | Maccabi Netanya     | Zürich          | GKS Katowice                | –               | –               |
| 1983 | Twente             | Young Boys        | Pogoń Szczecin           | Maccabi Netanya        | Sloboda Tuzla         | Bohemians Prague       | Gothenburg               | Hammarby            | Fehérvár        | Vítkovice                   | –               | –               |
| 1982 | Standard Liège     | Widzew Łódź       | AGF                      | Lyngby                 | Admira Wacker Mödling | Bohemians Prague       | Brage                    | Öster               | Gothenburg      | –                           | –               | –               |
| 1981 | Wiener Sportclub   | Standard Liège    | Werder Bremen            | Budućnost              | AGF                   | Molenbeek              | Gothenburg               | Stuttgarter Kickers | Cheb            | –                           | –               | –               |
| 1980 | Standard Liège     | Bohemians Prague  | Maccabi Netanya          | Sparta Prague          | Nitra                 | Halmstad               | Malmö FF                 | Gothenburg          | Elfsborg        | –                           | –               | –               |
| 1979 | Werder Bremen      | Grasshopper       | Eintracht Braunschweig   | Bohemians Prague       | Spartak Trnava        | Zbrojovka Brno         | Pirin Blagoevgrad        | Baník Ostrava       | –               | –                           | –               | –               |
| 1978 | Duisburg           | Slavia Prague     | Hertha Berlin            | Eintracht Braunschweig | Malmö FF              | Lokomotiva Košice      | Tatran Prešov            | Maccabi Netanya     | Grazer AK       | –                           | –               | –               |
| 1977 | Halmstad           | Duisburg          | Internacionál Bratislava | Slavia Sofia           | Slavia Prague         | Frem                   | Jednota Trenčín          | Slovan Bratislava   | Öster           | Pogoń Szczecin              | –               | –               |
| 1976 | Young Boys         | Hertha Berlin     | Union Teplice            | Baník Ostrava          | Zbrojovka Brno        | Spartak Trnava         | Internacionál Bratislava | Öster               | Djurgården      | Vojvodina                   | Widzew Łódź     | –               |
| 1975 | Tirol Innsbruck    | VÖEST Linz        | Eintracht Braunschweig   | Zagłębie Sosnowiec     | Zbrojovka Brno        | Rybnik                 | Åtvidaberg               | Kaiserslautern      | Belenenses      | Čelik Zenica                | –               | –               |
| 1974 | Zürich             | Hamburg           | Malmö FF                 | Standard Liège         | Slovan Bratislava     | Spartak Trnava         | Duisburg                 | Baník Ostrava       | Košice          | CUF                         | –               | –               |
| 1973 | Hannover           | Slovan Bratislava | Hertha Berlin            | Zürich                 | Rybnik                | Union Teplice          | Feyenoord                | Wisła Kraków        | Nitra           | Öster                       | –               | –               |
| 1972 | Nitra              | Norrköping        | Saint-Étienne            | Slavia Prague          | Slovan Bratislava     | Eintracht Braunschweig | Hannover                 | VÖEST Linz          | –               | –                           | –               | –               |
| 1971 | Hertha Berlin      | Stal Mielec       | Servette                 | Třinec                 | Åtvidaberg            | Eintracht Braunschweig | Austria Salzburg         | –                   | –               | –                           | –               | –               |
| 1969 | Malmö FF           | Szombierki Bytom  | SpVgg Fürth              | Žilina                 | Norrköping            | Jednota Trenčín        | Frem                     | Wisła Kraków        | Odra Opole      | –                           | –               | –               |

##### Chia bảng theo vùng (1967, 1968, 1970)
| Năm  | Bảng A1           | Bảng A2   | Bảng A3       | Bảng A4   | Bảng A5 | Bảng A6      | Bảng B1                | Bảng B2            | Bảng B3           | Bảng B4    | Bảng B5           | Bảng B6          | Bảng B7                | Bảng B8            |
| ---- | ----------------- | --------- | ------------- | --------- | ------- | ------------ | ---------------------- | ------------------ | ----------------- | ---------- | ----------------- | ---------------- | ---------------------- | ------------------ |
| 1970 | Slovan Bratislava | Hamburg   | Union Teplice | MVV       | Košice  | –            | Eintracht Braunschweig | Slavia Prague      | Marseille         | Öster      | Wisła Kraków      | Austria Salzburg | Baník Ostrava          | Polonia Bytom      |
| 1968 | Nuremberg         | Ajax      | Sporting      | Feyenoord | Español | ADO Den Haag | Karl-Marx-Stadt        | Empor Rostock      | Slovan Bratislava | Košice     | Lokomotíva Košice | Odra Opole       | Eintracht Braunschweig | Legia Warsaw       |
| 1967 | Lugano            | Feyenoord | Lille         | Lierse    | –       | –            | Hannover               | Zagłębie Sosnowiec | Polonia Bytom     | Gothenburg | Ruch Chorzów      | Košice           | KB                     | Fortuna Düsseldorf |

#### 1961-67
Kết quả trận chung kết.
| 1966-67 | Eintracht Frankfurt | Inter Bratislava | 4 - 3  |
| 1965-66 | Lokomotive Leipzig  | IFK Norrköping   | 4 - 1  |
| 1964-65 | Polonia Bytom       | SC Leipzig       | 5 - 4  |
| 1963-64 | Inter Bratislava    | Polonia Bytom    | 1 - 0* |
| 1962-63 | Inter Bratislava    | Padova           | 1 - 0* |
| 1961-62 | Ajax                | Feyenoord        | 4 - 2* |
| * - Chung kết một lượt (mặc dù vậy mà giải 1962-63 theo bản ghi không chính thức tại (http://www.rsssf.com/tablesi/intertoto.html) có hai lượt) |                     |                  |        |

Pháp là quốc gia vô địch nhiều nhất kể từ khi giải thuộc UEFA trong khi Tiệp Khắc vô địch giải nhiều nhất, theo sau là Đức (không bao gồm Đông Đức)